# Traité de Caen (1465)
Ne doit pas être confondu avec Traité de Caen.
Saint-Maur (1465) Ancenis (1468)
Le traité de Caen est un traité de paix signé à Caen le 23 décembre 1465 entre Louis XI de France et François II de Bretagne.

## Contexte
Afin de préserver l'indépendance du duché de Bretagne, François II participe à la Ligue du Bien public, coalition menée notamment par le frère du roi, Charles de France. Par le traité de Conflans, Charles de France reçoit en apanage le duché de Normandie et le gouvernement de basse Normandie est confié au duc de Bretagne. Lorsque Charles de France prend possession du duché de Normandie à Rouen, une mésentente s'élève entre lui et François II de Bretagne. Les Bretons se voient obligés de fuir et s'emparent de Caen, ville restée fidèle au roi. Le roi Louis XI, profitant de ces discordances, vient à leur rencontre et signe un traité de paix.